# Methana soror
Methana soror är en kackerlacksart som först beskrevs av Henri Saussure 1864.  Methana soror ingår i släktet Methana och familjen storkackerlackor. Inga underarter finns listade i Catalogue of Life.